# Шишкі (Підляське воєводство)
Шишкі (пол. Szyszki) — село в Польщі, у гміні Сокулка Сокульського повіту Підляського воєводства.
Населення — 118 осіб (2011).
У 1975-1998 роках село належало до Білостоцького воєводства.

## Демографія
Демографічна структура станом на 31 березня 2011 року:
|          | Загалом | Допрацездатний вік | Працездатний вік | Постпрацездатний вік |
| -------- | ------- | ------------------ | ---------------- | -------------------- |
| Чоловіки | 63      | 10                 | 52               | 1                    |
| Жінки    | 55      | 12                 | 30               | 13                   |
| Разом    | 118     | 22                 | 82               | 14                   |